# 孙云丰
孙云丰，百度Fellow、百度金融（2018年4月，百度金融拆分独立运营，更名度小满金融）首席产品架构师。

## 经历
孙云丰毕业于大连理工大学管理工程系。2004年初加入百度。2004至2008年期间，先后任百度网页搜索产品主管、产品经理以及高级产品经理。
2009年起，任百度首席产品架构师以及用户产品委员会主席。2012年2月，成为百度历史上首位Fellow，进入百度最高决策层（E-Staff），负责百度用户产品体系的决策和设计指导，及产品团队的培养。“Fellow”一词，有研究院、院士的含义，百度方面称这是对孙云丰本人技术和学识的肯定。
2016年4月起，任百度金融首席产品架构师，全面负责百度金融服务事业群组（FSG）产品战略及架构等工作。
孙云丰在网页搜索、用户产品领域有丰富的任职经历，参与了百度多项重要产品方向的决策和设计工作。

## “Google市侩”事件
2010年1月12日谷歌退出中国事件爆发后孙云丰在自己博客中发表名为《关于谷歌退出中国》(一传为《Google市侩，我感到恶心》)的博文，并在文章中对该事件评价道：
谷歌宣称要退出中国，证明谷歌是个市侩分子。因经济利益退出，就直白白地说好了，把自己涂脂抹粉一番，还煞有介事地提到谷歌被中国人攻击，Gmail信箱被攻击，把这些事情作为退出中国的铺垫，这种论调是侮辱中国普通老百姓的智商。
只提一个假设，如果谷歌占据了中国80%的搜索市场份额，谷歌的高管，还会这么高调地宣称要do no evil，从中国退出吗？整个事情给我的唯一感受，就是恶心。
该博文后被孙删除，其他转载此文的网站也陆续删除相应文章，据称是受到了百度方面的压力。另有搜狐网报道，自孙云丰发表对谷歌的攻击性言论之后，百度CEO李彦宏已下令严禁员工就Google事件发表任何评论，而在孙发表该篇博客后，又迅速被删除，对此，孙云丰在自己的博客上称“所谓关掉帖子，只是将它‘仅向好友开放’了，而不是删掉”。
目前孙的《Google市侩，我感到恶心》已被网友大量转载，所以查看该篇博客是没有任何困难的，比如不扬博客对其进行了转载，并对孙予以反驳。
孙后来在自己的博客“在地铁站”相继发表了《关于google的博文已关》、《端茶送客》对自己之前的言论进行辩解，称自己“被百度”，不会收回先前发表的言论，并贴出一个自己比较赞同的分析谷歌退出中国动因的网站，继续强调自己的观点，但马上遭到网友抗议，支持谷歌的留言迅速被删除，后来孙又直接将留言关闭，不允许评论。